# Endongo

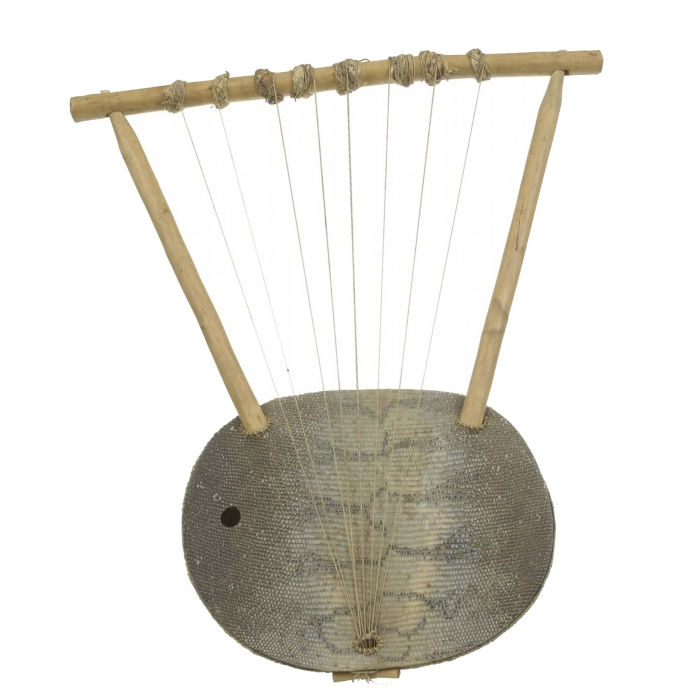
Endongo

L'endongo (appelé aussi entongoli par les Soga) est un instrument de musique africain apparenté à la lyre. On le trouve dans la région interlacustre de l'Ouganda, où il est l'instrument national du peuple Ganda, bien que des variantes existent dans diverses régions d'Afrique de l'Est. Il est muni d'une caisse de résonance en bois de forme hémi-sphérique qui est recouverte d'une peau de lézard et traversée par deux bâtons. Un troisième bâton, autour duquel sont nouées huit cordes pincées, sert de joug. Il est joué dans les mariages et les festivals scolaires par les griot. Peu d'endongo sont produits aujourd'hui, sa fabrication étant extrêmement difficile.

## Histoire
On ne sait pas quand la lyre est arrivé en Ouganda. Wachsmann a émis l'hypothèse qu'elle a été apportée par les Luo pendant des vagues de migration du Soudan vers la fin du XVe siècle.
Avant que les varans ne deviennent des espèces protégées, on utilisait leur peau pour couvrir la caisse de résonance.